# Das Kind in der Schachtel
Das Kind in der Schachtel ist ein Dokumentarfilm der österreichischen Filmemacherin Gloria Dürnberger. Der Film wurde 2014 von der Nikolaus Geyrhalter Filmproduktion produziert, Kinostart war am 9. Mai 2014 in Österreich.

## Handlung
Als Gloria Dürnberger acht Monate alt war, wurde sie von ihrer leiblichen Mutter in Pflege gegeben. Als erwachsene Frau macht sie es sich nun zur Aufgabe, mehr über ihre psychisch kranke Mutter herauszufinden und sie mit den verschiedensten Fragen zu konfrontieren.
„,Warum bin ich so geworden, wie ich bin?’ Diese Frage stellt sich jeder Mensch wenigstens einmal im Leben. Nicht nur dann, wenn man zwei Mütter hat: Als acht Monate altes Baby wird Gloria Dürnberger von ihrer Mutter Margit in Pflege gegeben. Jetzt, mit 30, macht sie sich auf die Suche nach ihrem inneren Kind.“

## Kritiken
Das Kind in der Schachtel hat in der österreichischen Presse zum Großteil positive Kritiken. Die Art und Weise, wie sich die Regisseurin mit ihren Wurzeln konfrontiert, wird respektiert. Die Kleine Zeitung schreibt: „Das Kind in der Schachtel ist ein sehenswertes Dokument, ohne Offstimme oder manipulative Elemente, nur kurz unterbrochen von Liedern, die den Gefühlszustand, das Innere von Dürnberger, widerspiegeln. Bei der Diagonale in Graz hat der Film die Zuseher überzeugt und auch prompt den Publikumspreis gewonnen.“
Der Standard sieht den Film als „eine Art filmische ,talking cure‘“, außerdem werden im Artikel auf die Grenzen des Films hingewiesen: „Zugleich erzählen die Gesprächssituationen, auf die er fokussiert, auch etwas von den Grenzen, an die die Sprechenden stoßen – zumal es keine Außenperspektive gibt: Erinnerungen an früher lassen sich nicht immer zur Deckung bringen (die Ziehfamilie erinnert ein ,ganz fröhliches Kind’).“ Bei orf.at findet die Filmredaktion im Spezialbeitrag zur Diagonale, dass Das Kind in der Schachtel „mutig die gesellschaftlichen Rollenzuweisungen an Kinder und deren Eltern [hinterfragt].“

## Auszeichnungen
- Publikumspreis: Beliebtester Film der Diagonale 2014[5]